# 149V busz (Budapest)
A budapesti 149V jelzésű autóbusz a Deák Ferenc tér és a Fehérvári út között közlekedett. A viszonylatot a Budapesti Közlekedési Zrt. üzemeltette.

## Története
2007. augusztus 21-én indult a Szabadság híd lezárása miatt a Fehérvári út és a Deák Ferenc tér között a 47-es és 49-es villamos Fővám tér – Astoria szakaszának pótlása érdekében. A járat a 47-49V pótlóbusz betétjárata volt, ami az Etele tér (Kelenföldi pályaudvar) és az Uránia között közlekedett a Ferenciek tere érintésével.

## Útvonala
| Fehérvári út felé | Deák Ferenc tér felé |
| --- | --- |
| Deák Ferenc tér M vá. – Károly körút – Múzeum körút – Kálvin tér – Vámház körút – Fővám tér – Sóház utca – Csarnok tér – Közraktár utca – Boráros tér – Petőfi híd – Irinyi József utca – Október huszonharmadika utca – Fehérvári út vá. | Fehérvári út vá. – Bocskai út – Kosztolányi Dezső tér – Bartók Béla út – Szent Gellért tér – Szent Gellért rakpart – Erzsébet híd – Szabad sajtó utca – Váci utca – Duna utca – Március 15. tér – Belgrád rakpart – Fővám tér – Vámház körút – Kálvin tér – Múzeum körút – Károly körút – Deák Ferenc tér M vá. |

## Megállóhelyei
| 0  | Deák Ferenc tér M végállomás | 17 | 9, 15, 16, 105, 109, 115, 249V                                                                                         |
| 1  | Deák Ferenc tér M            | ∫  | 9, 15, 16, 105, 109, 115, 249V                                                                                         |
| 2  | Astoria M                    | 15 | 74 5, 7, 7E, 8, 9, 47-49V, 109, 112, 173, 173E, 178, 178A, 233E, 239, 249V                                             |
| 4  | Kálvin tér M                 | 14 | 89 8, 9, 15, 83, 109, 112, 115, 249V                                                                                   |
| 7  | Fővám tér                    | 12 | 2V, 83, 249V |
| 7  | Czuczor utca                 | ∫  | 2 2V, 83, 249V |
| 10 | Boráros tér H                | ∫  | Csepeli HÉV 2, 4, 6 2V, 15, 23, 23E, 54, 55, 115, 212                                                                  |
| 12 | Karinthy Frigyes út          | ∫  | 4, 6 203, 203A, 212 |
| 13 | Budafoki út                  | ∫  | 4 33, 33A, 33E, 86, 212, 233E                                                                                          |
| ∫  | Március 15. tér              | 10 | 2 2V, 7, 8, 112, 173                                                                                                   |
| ∫  | Szent Gellért tér            | 6  | 18, 19, 41, 41A, 56 7, 19-41V, 47-49V, 86, 173, 233E                                                                   |
| ∫  | Bertalan Lajos utca          | 5  | 18, 19, 41, 41A, 56 47-49V                                                                                             |
| ∫  | Móricz Zsigmond körtér       | 3  | 6, 18, 19, 41, 41A, 56, 61 7, 7E, 27, 33, 33A, 33E, 40, 40E, 47-49V, 153, 173, 173E, 188E, 203, 240, 240E              |
| ∫  | Kosztolányi Dezső tér        | 2  | 19 7, 7E, 40E, 47-49V, 53, 86, 87, 87A, 114, 150, 150E, 153, 172E, 173, 173E, 187, 188E, 212, 213, 214, 240E, 250, 272 |
| 15 | Fehérvári út végállomás      | 0  | 4, 18, 41, 41A, 56 53, 86, 150E, 212                                                                                   |